# KFC in het seizoen 1963/64
Het seizoen 1963/1964 was het negende en laatste jaar in het bestaan van de Kooger betaaldvoetbalclub KFC. Na het seizoen werd de proflicentie overgenomen door FC Zaanstreek. De club kwam uit in de Tweede divisie A en eindigde daarin op de 10e plaats. Tevens deed de club mee aan het toernooi om de KNVB beker, hierin werd in de eerste ronde verloren van Velox (1–3).

## Wedstrijdstatistieken

### Tweede divisie A
|       | Alkmaar '54 | Be Quick | EDO   | 't Gooi | Haarlem | Heerenveen | Hilversum | HVC   | Leeuwarden | PEC   | RCH   | Tubantia | ZFC   | Zwartemeer | Zwolsche Boys |
| ----- | ----------- | -------- | ----- | ------- | ------- | ---------- | --------- | ----- | ---------- | ----- | ----- | -------- | ----- | ---------- | ------------- |
| Thuis | 0 – 1       | 2 – 2    | 3 – 0 | 4 – 0   | 2 – 3   | 1 – 3      | 1 – 2     | 0 – 4 | 2 – 1      | 3 – 3 | 2 – 0 | 1 – 2    | 1 – 0 | 1 – 0      | 2 – 0         |
| Uit   | 3 – 2       | 5 – 2    | 1 – 1 | 1 – 2   | 1 – 2   | 2 – 1      | 1 – 1     | 0 – 1 | 2 – 2      | 2 – 2 | 2 – 1 | 3 – 1    | 0 – 0 | 4 – 2      | 1 – 0         |

### KNVB Beker
| 1e ronde                                     | Velox                                                            | 3 – 1 (2 – 0) | KFC                     |
| 29 september 1963 Plaats: Utrecht Koningsweg | Ben Aarts 41' Dick Uittenbosch 43' Willem van Hanegem 87' (pen.) |               | 57' Hans van Doorneveld |

## Statistieken KFC 1963/1964

### Eindstand KFC in de Nederlandse Tweede divisie A 1963 / 1964
| Stand | Gespeeld | Gewonnen | Gelijk | Verloren | Punten | Doelpunten voor | Doelpunten tegen |
| ----- | -------- | -------- | ------ | -------- | ------ | --------------- | ---------------- |
| 11e   | 30       | 10       | 7      | 13       | 27     | 45              | 49               |

### Topscorers
| #      | Naam                | Goal |
| ------ | ------------------- | ---- |
| 1.     | Bruin Steur         | 18   |
| 2.     | Henk van Vlierden   | 8    |
| 3.     | Hans Paauwe         | 5    |
| 4.     | Frans Keereweer     | 3    |
| 4.     | Cees Molenaar       | 3    |
| 6.     | Hans van Doorneveld | 2    |
| 6.     | Paul Kerssens       | 2    |
| 6.     | Ab Parrée           | 2    |
| 9.     | Arie Hersche        | 1    |
| 9.     | Dick van Vlierden   | 1    |
| Totaal | Totaal              | 45   |

| #      | Naam                | Goal |
| ------ | ------------------- | ---- |
| 1.     | Hans van Doorneveld | 1    |
| Totaal | Totaal              | 1    |